# Josephine Koch

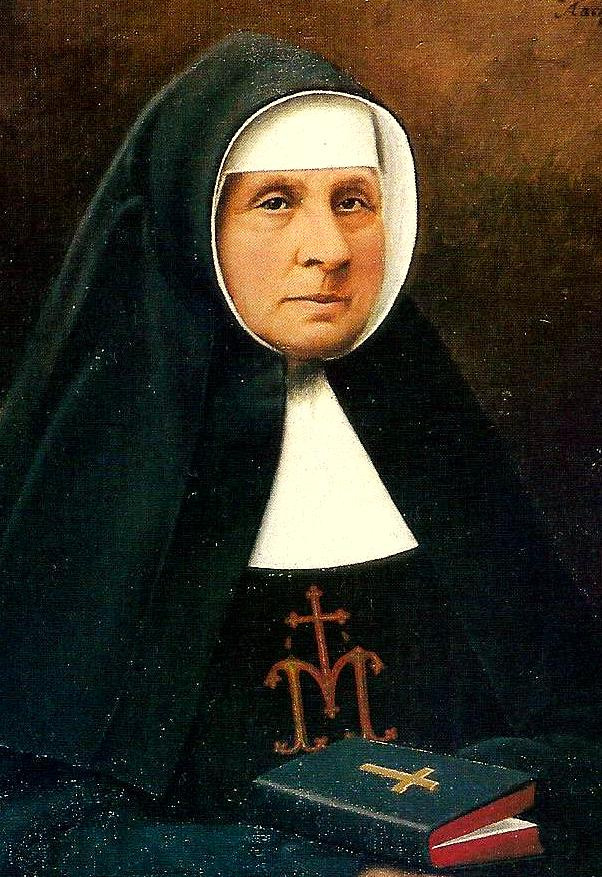
Mutter Elisabeth von Jesu

Josephine Koch, Ordensname Elisabeth von Jesus (* 21. Januar 1815 in Aachen, Deutschland; † 3. April 1899 in Löwen, Belgien) war eine katholische Ordensschwester. Sie gründete die der Krankenpflege gewidmete Ordensgemeinschaft der Franziskanerinnen von der Heiligen Familie, deren erste Generaloberin sie wurde.

## Leben und Wirken
Anna Maria Josephine Katharina Koch wurde am 21. Januar 1815 in Aachen als älteste von drei Geschwistern geboren. Beide Geschwister verstarben bereits als Kleinkinder. Sie wurde als kleines Mädchen wegen des leichtlebigen Lebenswandels ihrer Mutter zunächst in Pflegefamilien erzogen, später übernahm die streng religiöse Großmutter die weitere Erziehung. Sie wurde mit neun oder zehn Jahren nach Eupen geschickt, ihre weitere schulische Ausbildung erhielt sie im Internat der Rekollektinnen (Franziskanerinnen vom Heiligsten Herzen Jesu). Es folgte eine weltliche Ausbildung zur Weißnäherin in Verviers, ehe sie zu ihrer Großmutter nach Haaren bei Aachen zurückkehrte. Sie freundete sich in dieser Zeit mit Clara Fey an und hatte engen Kontakt mit Franziska Schervier, die beide zu dieser Zeit Schülerinnen von Luise Hensel waren.
Josephine Koch trat am 19. Oktober 1837 dem Kloster der Rekollektinnen in Eupen bei. Nach einem viermonatigen Postulat wurde sie eingekleidet und erhielt den Ordensnamen Philomena. Ein Jahr später legte sie die zeitliche Profess für die Dauer von fünf Jahren ab. Sie fühlte sich zur Krankenpflege berufen und nach Erfahrungen während einer verheerenden Typhusepidemie 1839 und 1840 in Eupen wurde sie am 2. Dezember 1842 als Krankenpflegerin in das neugegründete Sankt-Nikolaus-Spital der Rekollektinnen versetzt. Bis 1855 fanden sich dort eine Reihe von jungen Frauen ein, die sich der Krankenpflege widmen wollten, jedoch keiner Ordensgemeinschaft angehörten. Am 13. Juni 1857 gründete Josephine Koch mit einigen gleichgesinnten Frauen die Kongregation der Franziskanerinnen von der Heiligen Familie für die stationäre und ambulante Pflege Kranker und Geisteskranker sowie die Betreuung Armer und Hilfsbedürftiger. Das Mutterhaus wurde im Eupener Haus Vercken am Marktplatz eingerichtet. Die ersten Einkleidungen fanden am 22. Juli 1857 statt, Josephine Koch nahm den Ordensnamen Elisabeth an.

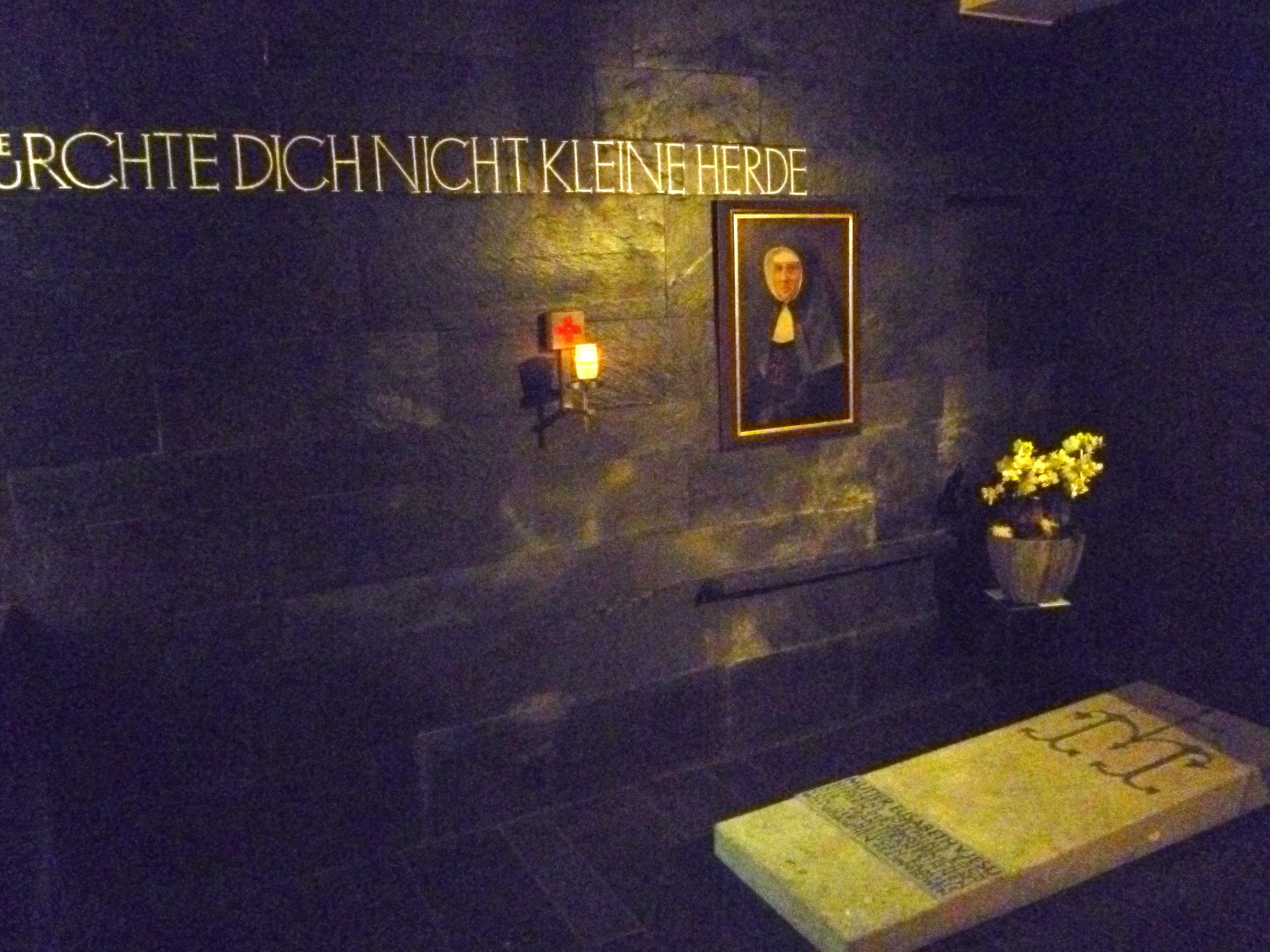
Gruft Elisabeth von Jesu

Als Elisabeth von Jesu leitete sie die neue Gemeinschaft bis zu ihrem Tode am 3. April 1899 als erste Generaloberin. Nach Unruhen in Deutschland wurde der Sitz der Gemeinschaft am 8. September 1875 in das belgische Löwen verlegt. Erst 1922 wurde in Mayen im Bistum Trier mit der Errichtung des neuen Mutterhauses (Kloster Helgoland) auf deutschem Gebiet begonnen. 1928 wurde der Sarg der Ordensgründerin nach Eupen umgebettet und seit 1964 ruht sie in der Grabkapelle des Klosters.

## Gedenken
Zum Gedenken an die Gründerin des Ordens rief das Sankt-Nikolaus-Spital in Eupen 1991 zur Feier seines 150-jährigen Bestehens die Josephine-Koch-Stiftung ins Leben. Direkt neben dem Krankenhaus befindet sich der Josephine-Koch-Park.